# غي دي فايول
كان الماركيز جاي دي فايول (8 يوليو 1882 - 12 مارس 1944)، من هواة جمع الطوابع الفرنسيين، وقد أُضيف إلى قائمة هواة جمع الطوابع المتميزين عام 1939. وفي عام 1913، فاز بميدالية ذهبية في المعرض الدولي لهواة جمع الطوابع في باريس لعرضه طوابع اليونان. وقد باعت دار هارمرز مجموعته من الطوابع الكلاسيكية للمكسيك عام 1956.

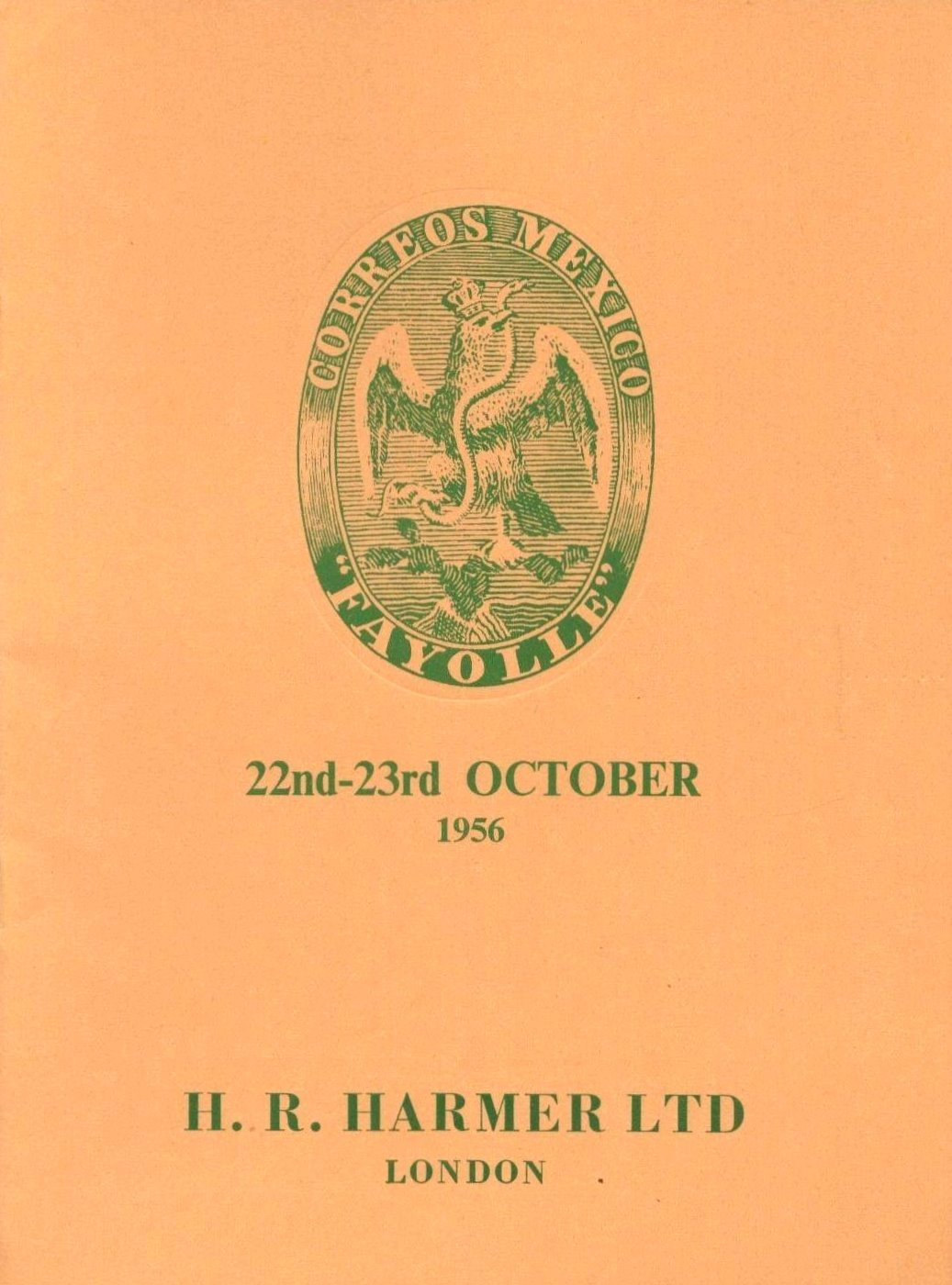
فهرس ودليل المزاد لبيع مجموعة دي فايول 1956

## من مؤلفاته
- Les premieres emissions du Mexique (1856 a 1874). 1935. (With Paul de Smeth)
- Catalogue détaillé des timbres du Mexique. 1936.